# Alcohol Fueled Brewtality Live!! + 5
Albums de Black Label Society
Stronger than Death
(2000) 1919 Eternal
(2002)
Alcohol Fueled Brewtality Live!! +5 est le premier album enregistré en public du groupe de heavy metal américain Black Label Society. Il est sorti le 26 janvier 2001 sur le label Spitfire Records et a été produit par Zakk Wylde et Eddie Mapp.
Le premier disque compact fut enregistré le 28 octobre 2000 à Los Angeles au Troubadour pendant la tournée "Penchant for Violence" qui supportait l'album studio Stronger than Death. Le second est constitué de cinq chansons enregistrées en studio dont une reprise de Neil Young et une de Black Sabbath.

## Liste des titres
Tous les titres sont signés par Zakk Wylde sauf indications.

### Cd 1
1. Lowdown - 5:23
2. 13 Years of Grief - 4:08
3. Stronger than Death - 5:02
4. All for You - 3:56
5. Superterrorizer - 5:19
6. Phoney Smiles & Fake Hellos - 4:33
7. Lost My Better Half - 4:44
8. Bored to Tears - 4:07
9. A.N.D.R.O.T.A.Z - 4:26
10. Born to Booze - 4:42
11. World of Trouble - 5:59
12. No More Tears (Ozzy Osbourne, Zakk Wylde, Randy Castillo, Mike Inez, John Purdell) - 9:14
13. The Beginning...at Last - 6:05

### Cd 2
1. Heart of Gold (Neil Young) - 3:14
2. Snowblind (Ozzy Osbourne, Tony Iommi, Geezer Butler, Bill Ward) - 6:59
3. Like a Bird - 4:36
4. Blood in the Well (noté par erreur"Blood in the Wall" sur la pochette) - 4:44
5. The Beginning...at Last (version acoustique) - 4:31

## Musiciens
- Zakk Wylde: chant, guitares, basse et piano
- Graig Nunenmacher: batterie, percussions
- Nick Catanese: guitare rythmique (Cd 1)
- Steve Gibb: basse (Cd 1)